# F-Spot
F-Spot是一套設計為GNOME桌面環境上所使用的個人相片管理軟體。

## 軟體特色
F-Spot具有簡單易用的介面，但亦有著進階的功能，如圖像注釋、顯示與匯出Exif和XMP的元數據（metadata）。
其支持所有主要的相像格式，包括JPEG、PNG、TIFF、DNG與少數廠商定制的普及細緻影像貯存格式（RAW image format），如CR2、PEF、ORF、SRF、CRW、MRW與RAF。此外，其亦支持GIF、SVG與PPM。
其支持直接由數碼相機匯入相片，而其驅動支持是由libgphoto2所提供。
基本的功能如剪下、旋轉與變更大小和進階的功能如消除紅眼、變型等一應俱全。其亦支持顏色修正，包括亮度、對比度、色調、飽和度與色溫的調整。此外，其亦可將多張相片匯合成相片光碟。
在F-Spot媒體庫內的相片可以上載至多個網上相片儲存空間，其中較為著名的有Flickr、Picasa网络相册等。此外，F-Spot亦可將相片上傳至建基於Gallery或O.r.i.g.i.n.a.l.的網站。

## 技術資訊
F-Spot是為了GNOME桌面環境而設計的，並以 C#程式語言配合Mono來編寫。
F-Spot計劃最初是由Ettore Perazzoli所發起，而現在則由Larry Ewing所維護。

## 相似软件
- Photoshop Album，由Adobe發行
- iPhoto，由蘋果電腦發行
- Picasa，由Google發行

## 外部連結
- F-Spot首頁（页面存档备份，存于）
- F-Spot郵件列表（页面存档备份，存于）